# Austrofossombronia peruviana
Austrofossombronia peruviana là một loài Rêu trong họ Fossombroniaceae. Loài này được (Gottsche & Hampe) R.M. Schust. ex Crand.-Stot., Stotler & A. V. Freire mô tả khoa học đầu tiên năm 1999.